# Здание главного почтамта (Чернигов)
Здание главного почтамта — памятник архитектуры местного значения в Чернигове. В настоящее время в здании размещается главный почтамт.

## История
Решением исполкома Черниговского областного совета народных депутатов от 09.02.1996 № 91 присвоен статус памятник архитектуры местного значения с охранным № 78-Чг.
Здание имеет собственную «территорию памятника» и расположено в «комплексной охранной зоне памятников исторического центра города», согласно правилам застройки и использования территории. На здании не установлена информационная доска.

## Описание
Вместе с другими зданиями образовывает архитектурный ансамбль площади Героев Небесной Сотни (Ленина).
На Николаевской улице был построен 2-этажный дом почтамта и телефонной станции. Здание было разрушено во время Великой Отечественной войны.
В 1956 году было построено новое здание для главного почтамта. Кирпичный, 3-этажный, с асимметричным фасадом, Г-образный в плане дом. Ось симметрии главного фасада акцентирована шестью колоннами, которые завершают аттикой, где расположен барельеф — герб Украины с флагами. Фасад украшен пилястрами.
В ночь с 29 на 30 марта 2022 года здание было повторно повреждено в ходе вторжения России на Украину — район Центрального рынка был обстрелян российскими военными миномётами 120-мм калибра. Кроме того было частично повреждено ранее вследствие авиаудара по гостинице «Украина».